# Richard Koll
Richard Koll (ur. 7 kwietnia 1897 w Koblencji, zm. 13 maja 1963 w Berlinie) – generał porucznik Wehrmachtu. 
Koll został przyjęty do korpusu kadetów przed I wojną światową.
Podczas I wojny światowej odznaczony Krzyżem Żelaznym I i II klasy (1914). W czasie II wojny światowej odznaczony Krzyżem Rycerskim (1941). 1 stycznia 1944 roku objął dowództwo 1 Dywizji Pancernej. W 1945 pojmany przez wojska brytyjskie, a w 1946 wypuszczony na wolność.